# انفجار کامبرین
| زمان‌بندی زمین‌شناسی    |                          |                         |                         |
| پیدازیوی (فانروزوئیک) | نوزیوی (سنوزوئیک)        | کواترنری                |                         |
| پیدازیوی (فانروزوئیک) | نوزیوی (سنوزوئیک)        | نئوژن                   |                         |
| پیدازیوی (فانروزوئیک) | نوزیوی (سنوزوئیک)        | پالئوژن                 |                         |
| پیدازیوی (فانروزوئیک) | میانه‌زیوی (مزوزوئیک)     | کرتاسه                  |                         |
| پیدازیوی (فانروزوئیک) | میانه‌زیوی (مزوزوئیک)     | ژوراسیک                 |                         |
| پیدازیوی (فانروزوئیک) | میانه‌زیوی (مزوزوئیک)     | تریاس                   |                         |
| پیدازیوی (فانروزوئیک) | دیرینه‌ زیوی (پالئوزوئیک) | پرمین                   |                         |
| پیدازیوی (فانروزوئیک) | دیرینه‌ زیوی (پالئوزوئیک) | کربونیفر                |                         |
| پیدازیوی (فانروزوئیک) | دیرینه‌ زیوی (پالئوزوئیک) | دوونین                  |                         |
| پیدازیوی (فانروزوئیک) | دیرینه‌ زیوی (پالئوزوئیک) | سیلورین                 |                         |
| پیدازیوی (فانروزوئیک) | دیرینه‌ زیوی (پالئوزوئیک) | اردویسین                |                         |
| پیدازیوی (فانروزوئیک) | دیرینه‌ زیوی (پالئوزوئیک) | کامبرین                 |                         |
| نهان‌زیوی (پرکامبرین)  | پیشین‌زیوی (پروتروزوئیک)  | پیشین‌زیوی (پروتروزوئیک) | پیشین‌زیوی (پروتروزوئیک) |
| نهان‌زیوی (پرکامبرین)  | نخست‌زیوی (آرکئن)         |                         |                         |
| نهان‌زیوی (پرکامبرین)  | پیشازیوی (هادئن)         |                         |                         |

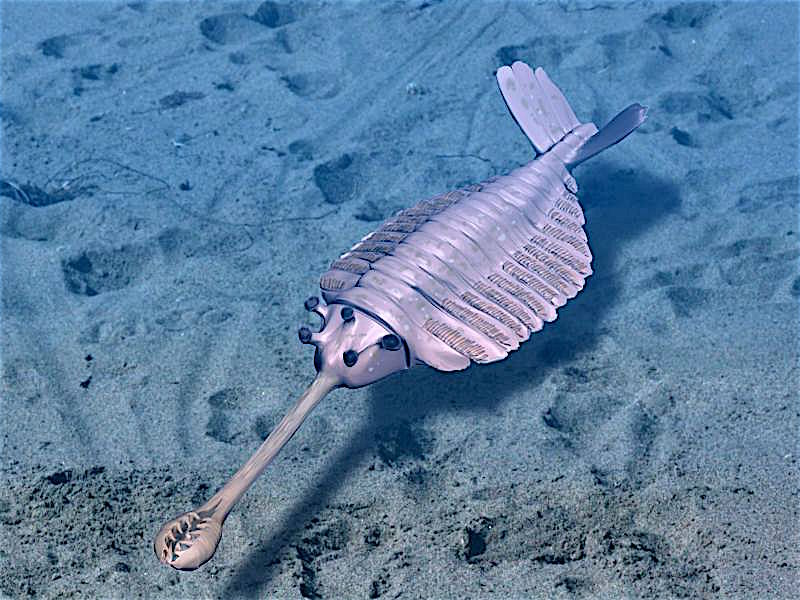
پنج‌چشمی بزرگترین سهم یکجای مدرن سازی را در دوران انفجار کامبرین دارد

انفجار کامبرین (به انگلیسی: Cambrian explosion) رویداد فرگشتی نسبتاً کوتاهی بود که در آغاز دورهٔ کامبرین، نزدیک به ۵۴۲ میلیون سال پیش رخ داد که در طی آن بسیاری از شاخه‌های اصلی حیوانات؛ همانگونه که فسیل‌ها نشان می‌دهند، پدید آمدند. در ۲۰ تا ۲۵ میلیون سال دورهٔ این رویداد بیشترین انشعاب‌های جانوری از شاخهٔ پریاخته‌ها صورت گرفت. این رویداد با پدید آمدن تفاوت‌های متنوع و گوناگون بسیاری از موجودات همراه بود. تا پیش از انفجار کامبرین بیشتر موجودات ساده متشکل از تک سلولی‌ها بودند که ندرتاً یک زیست‌گاه گروهی هم تشکیل می‌دادند. در طول ۷۰ تا ۸۰ میلیون سال بعد میزان تنوع تا سرحد امکان شتاب یافت و تنوع زندگی شروع به نمایش شباهت‌های بیشتری یه آنچه که امروز است کرد. بسیاری از شاخه‌های زندگی حاضر در این دوره ظاهر شد، به استثنای خزه‌زیان که زمان آغاز ظاهر شدن آن‌ها در اواخر اردویسین است.
انفجار کامبرین انگیزهٔ بحث علمی گسترده‌ای در میان صاحب نظران زمان بوده‌است. پیدایش به ظاهر ناگهانی فسیل؛ در نخستین گام‌ها در این راه، در اوایل دههٔ ۱۸۴۰ میلادی به آن اشاره شد، و چارلز داروین در سال ۱۸۵۹ میلادی از آن به عنوان یکی از استدلال‌های اصلی مخالف، در مقابل نظریهٔ تکامل از راه انتخاب طبیعی دانست. بحث‌های طولانی پیرامون معمای پیدایش ناگهانی زیاگان و ظاهراً از هیچ‌کجا، دور سه نکته متمرکز است؛ یکی این که آیا واقعاً یک تنوع کلان موجودات مجتمع و پیچیده در طی یک دوره‌ای نسبتاً کوتاه از زمان در اوایل دورهٔ کامبرین اتفاق افتاده؛ چه شده که چنین شده؛ و تأثیر مفهوم چنین رویدادی بر منشأ حیات حیوانی.
با توجه به دسترسی محدود به شواهد، تفسیر برداشت‌ها از این موضوع کار مشکلی است؛ به‌ویژه وقتی که تفسیرها بیشتر و عمدتاً بر اساس سابقه‌های فسیلی ناقص و ناتمام، و نشانه‌های شیمیایی بجا مانده در سنگ‌ها است.